# Carioca (danse)
Pour les articles homonymes, voir Carioca.
Clip vidéo
[vidéo] « Etta Moten Barnett - Carioca (1933) », sur YouTube
[vidéo] « Fred Astaire & Ginger Rogers - The Carioca (1933) », sur YouTube
[vidéo] « Carioca - Artie Shaw (1939) », sur YouTube
[vidéo] « Carioca - Alain Chabat et Gérard Darmon (1994) », sur YouTube
La Carioca (du nom des habitants de Rio de Janeiro au Brésil) est une chanson d'amour et une danse, composée par Vincent Youmans, sur des paroles d'Edward Eliscu (en) et Gus Kahn, et chorégraphiée pour la musique du film musical américain Carioca (Flying Down to Rio) de 1933, dansée entre autres par le duo Fred Astaire-Ginger Rogers. Sa reprise en particulier par Artie Shaw en version big band swing-jazz de 1939, chez RCA Victor, en fait un des nombreux standard de jazz à succès de l'ère du swing-jazz des années 1940.

## Histoire

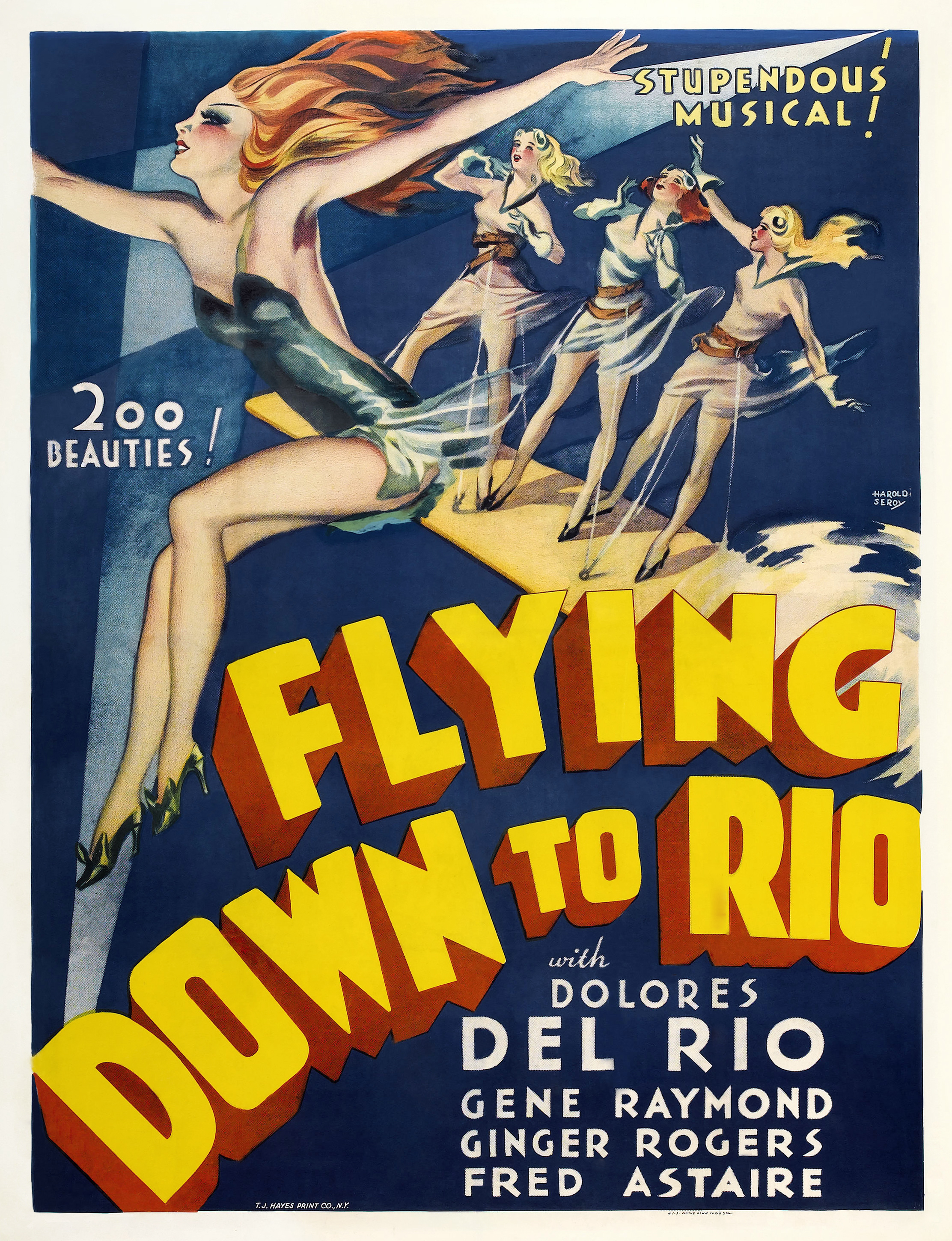
Affiche du film Carioca (Flying Down to Rio) de 1933.

Dans le film, le numéro est interprété à plusieurs reprises par Alice Gentle, Movita Castaneda et Etta Moten Barnett (en) « Sais-tu danser la carioca ? ce n'est pas un foxtrot ou une polka, ce n'est pas un tango ou un cha-cha, encore moins une bossa nova, quand t'as goûté à cette danse là, tu ne peux plus faire que ça... ».
La danse est un mélange humoristique inspiré de musique tropicale, musique brésilienne, flamenco, mariachi mexicain, swing-jazz, samba, rumba, mambo, capoeira, charleston, et de revues de music-hall à succès de l'époque de Joséphine Baker... Elle est chorégraphiée par Dave Gould, assisté d'Hermes Pan, basée sur un numéro d'une revue de Fanchon and Marco, et dansée entre autres par Fred Astaire et Ginger Rogers (leur premier duo au cinéma). Avec le succès de ce film de fêtes de fin d'année 1933, cette nouvelle danse devient un temps une des nombreuses nouvelles danse de société à la mode des Années folles. 

## Reprises et adaptations
Cette chanson est reprise et adaptée par de nombreux interprètes, dont Tino Rossi en français (1935), Fred Astaire, The Andrews Sisters, Dizzy Gillespie, Oscar Peterson, Chet Baker, Caetano Veloso, Guy Marchand, Alain Chabat en duo avec Gérard Darmon,, Helmut Fritz (qui reprend le duo Chabat/Darmon), ...

## Au cinéma, musique de film
- 1933 : Carioca (Flying Down to Rio), de Thornton Freeland.
- 1935 : Cock o' the Walk, court métrage d'animation de Walt Disney.
- 1977 : Hamburger film sandwich, de John Landis (parodie du générique)[9].
- 1994 : La Cité de la peur, des Nuls, adaptation parodique comique interprétée et dansée par Alain Chabat et Gérard Darmon.

Le perroquet brésilien José Carioca de Walt Disney reprend ce nom, avec entre autres le titre de samba brésilienne Tico-Tico no Fubá, avec Donald Duck, du long-métrage d'animation Saludos Amigos de 1942.

## Distinctions
- 1935 : nommée pour l'Oscar de la meilleure chanson originale.